# Iraj Mehregan
Iraj Mehregan ( 1975 - ) es un botánico, profesor iraní, que desarrolla actividades científicas en el "Instituto de Investigación de Bosques y Pastizales", de Teherán. En 2008, realizó y obtuvo su doctorado en Biología (filogenia molecualr vegetal) en el Instituto de Botánica Especial, de la Universidad Johannes Gutenberg de Maguncia.

## Algunas publicaciones
- 2009. Identity, relationship and distribution of the poorly known Cousinia elata (Asteraceae, Cardueae). Willdenowia 39: 83-87
- s López-Vinyallonga, i Mehregan, n Garcia-Jacas, o Tscherneva, a Susanna, jw Kadereit. 2009. Phylogeny and evolution of the Arctium-Cousinia complex (Compositae, Cardueae-Carduinae). Taxon 58: 153-171
- i Mehregan, jw Kadereit. 2009. The role of hybridization in the evolution of Cousinia s.s. (Asteraceae). Willdenowia 39: 35-47
- --------------, --------------. 2008. Taxonomic revision of Cousinia sect. Cynaroideae. Willdenowia 38: 293-362
- p Faridi, y Ghasemi, g Gholami, i Mehregan, a Mohagheghzadeh. 2008. Antimicrobial essential oil from Smyrniopsis aucheri. Chemistry of Natural Compounds 44: 116-118
- se Sajjadi, i Mehregan. 2006. Volatile constituents of flowers and leaves of Anthemis hyaliana. Chemistry of Natural Compounds 42: 531-533
- --------------, --------------. 2006. Chemical composition of the essential oil of Cyclothrichium depauperatum. Chemistry of Natural Compounds 42: 358-359
- a Mohagheghzadeh, tj Schmidt, ü Bayindir, e Fuss, i Mehregan, aw Alfermann. 2006. Diarylbutyrolactone Lignans from Linum corymbulosum in vitro Cultures. Planta Med. 72: 1165-1167
- y Ghasemi, p Faridi, i Mehregan, a Mohagheghzadeh. 2005. Ferula gummosa fruits: An aromatic antimicrobial agent. Chemistry of Natural Compounds 41: 311-314
- k Javidnia, r Miri, i Mehregan, s Sadeghpour. 2005. Volatile constituents of the essential oil of Nepeta ucrainica L. ssp Kopetdaghensis from Iran. Flavor and Fragrance J. 20: 219-221.14
- --------------, --------------, n Fahham, i Mehregan. 2005. Composition of the Essential Oil of Dracocephalum kotschyi Boiss. from Iran. J. Essential Oil Res. 17: 481-482
- se Sajjadi, i Mehregan, m Khatamsaz, gh Asgari. 2005. Chemical Composition of the Essential Oil of Perovskia abrotanoides Kar. growing wild in Iran. Flavour and Fragrance J. 20:445-446

### Disertaciones de tesis
- 1997, BSc Thesis, Floristic study of Boustan region (Gachsaran, Iran)
- 2001, M.Sc. Thesis, Taxonomic study of the genus Medicago L. in Iran
- 2008, PhD Thesis, Systematics, phylogeny und biogeography of genus Cousinia (Asteraceae).

- La abreviatura «Mehregan» se emplea para indicar a Iraj Mehregan como autoridad en la descripción y clasificación científica de los vegetales.[1]